# Schloss Hornberg (Schwarzwald)
Der Begriff Schloss Hornberg (auch Schloss Neu-Hornberg) beschreibt die seit etwa 1200 auf dem Schlossberg der Stadt Hornberg entstandenen Burg- und Schlossgebäude, von denen heute nur noch der Bergfried und der Pulverturm sowie Mauerreste übrig geblieben sind. Das Schloss liegt im Ortenaukreis in Baden-Württemberg.

## Geografische Lage

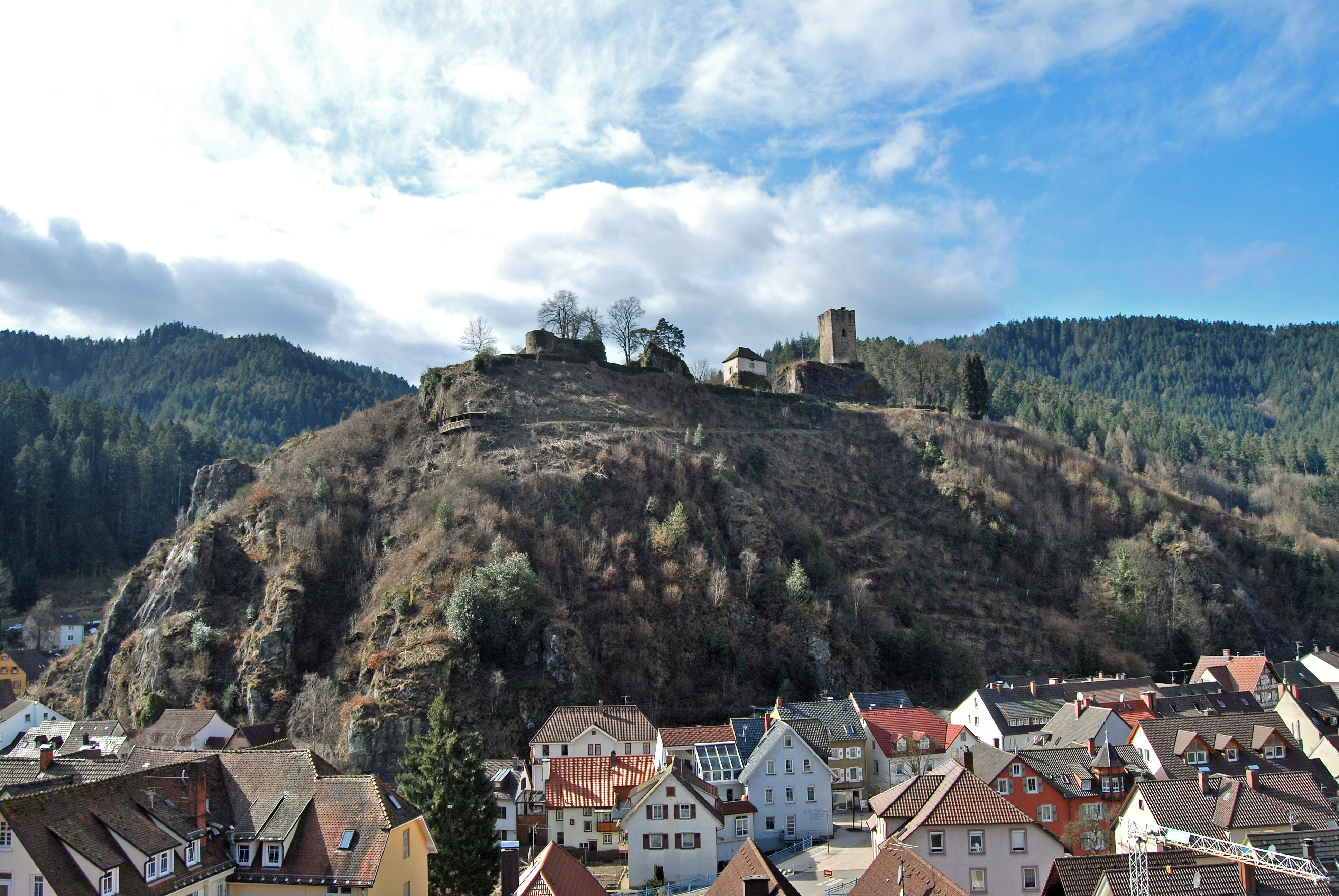
Der Burgberg über der Stadt

Die Ruine liegt etwa 100 Meter über der Altstadt von Hornberg in einer Höhe von 455 Metern auf einem flachen Bergvorsprung zwischen Gutachtal und Offenbachtal. Das Gelände hat eine Ausdehnung von etwa 150 Metern von Südosten nach Nordwesten. Von drei Seiten war die Burg durch steile Felshänge geschützt und bot guten Einblick und damit Kontrolle über die Täler von Gutach, Reichenbach/Schwanenbach und Offenbach.

## Geschichte

### Residenz der Freiherren von Hornberg

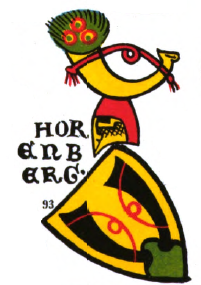
Wappen der Herren von Hornberg in der Zürcher Wappenrolle

Zuerst entstand der Hauptwirtschaftshof der Freiherren von Hornberg am Fuß des Burgberges. Auf dem Burgfelsen wurden noch Granitblöcke des ältesten Baus der Burg gefunden, die ohne Bindemittel aufeinandergefügt wurden, woraus eine Bauzeit in der ersten Hälfte des 12. Jahrhunderts abgeleitet wird. Es wird weiter angenommen, dass noch vor der Aufteilung in die Herrschaften Hornberg und Triberg ein Turm (Bergfried) errichtet wurde, der der Kontrolle der zunehmend wichtiger werdenden Handelsstraße im Gutachtal diente. Der erste Bau von Schloss Hornberg ist damit etwa 100 Jahre nach Burg Althornberg – also um 1200 – von den Herren von Hornberg erbaut worden. Die Reste der ersten Burg wurden gegen Ende des 19. Jahrhunderts beseitigt, so dass keine näheren Aussagen dazu mehr möglich sind.
Ebenfalls zur Kontrolle der Handelsstraßen hatten die Herren von Hornberg an der Einmündung des Tiefenbachtals in das Schwanenbachtal einen bewohnbaren Turm (Geleitsturm) erbaut, der gleichzeitig auch den Zugang zur Burg Althornberg deckte und damit ein vorgeschobener Wehrbau war. Außer einem Mauerrest sind von der Burg Tiefenbach keine Spuren mehr verblieben. Ein zweiter Geleitsturm wurde am nördlichen Ende der Herrschaft auf dem Turmerberg erbaut, wo die Handelsstraße kontrolliert werden konnte. Auch von diesem Turm, der Burg Gutach, haben Mauerreste überdauert.
Der von Merian 1643 publizierte Stich zeigt das Bild des Schlossberges um etwa 1600 – in jedem Fall den Zustand vor dem Dreißigjährigen Krieg. Neben dem Bergfried ist ein neueres größeres Schloss (auch „vorderes Schloss“) zu sehen, das an den Bergfried angebaut wurde. Daneben gibt es ein kleineres älteres Schloss (auch „hinteres Schloss“). Die beiden Schlösser wurden auch von verschiedenen Linien des Geschlechts bewohnt.

### Württembergischer Verwaltungssitz und Garnison

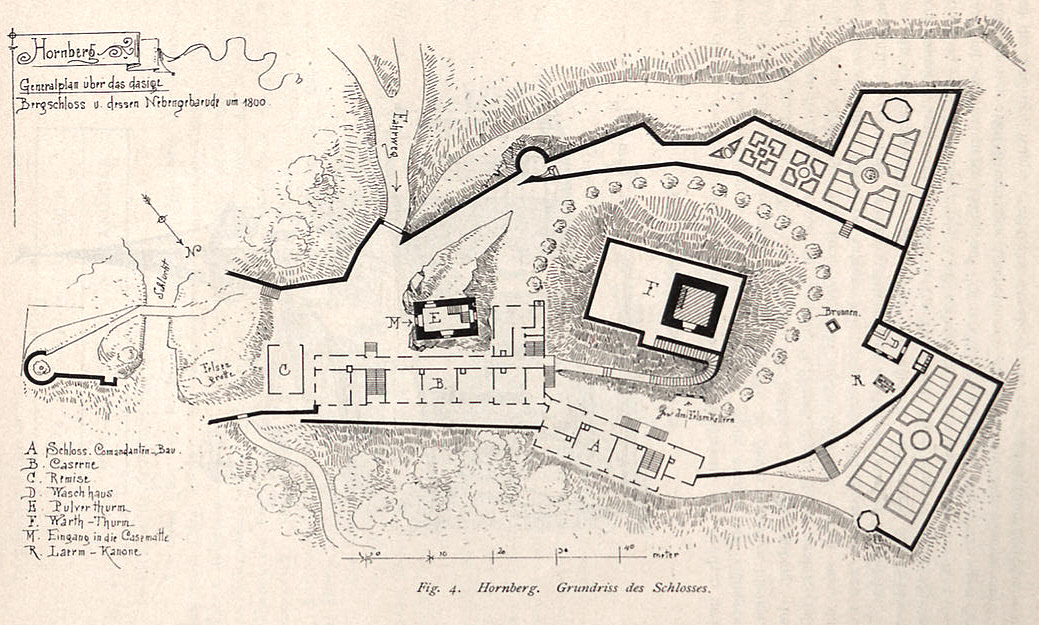
Grundriss Burg Hornberg

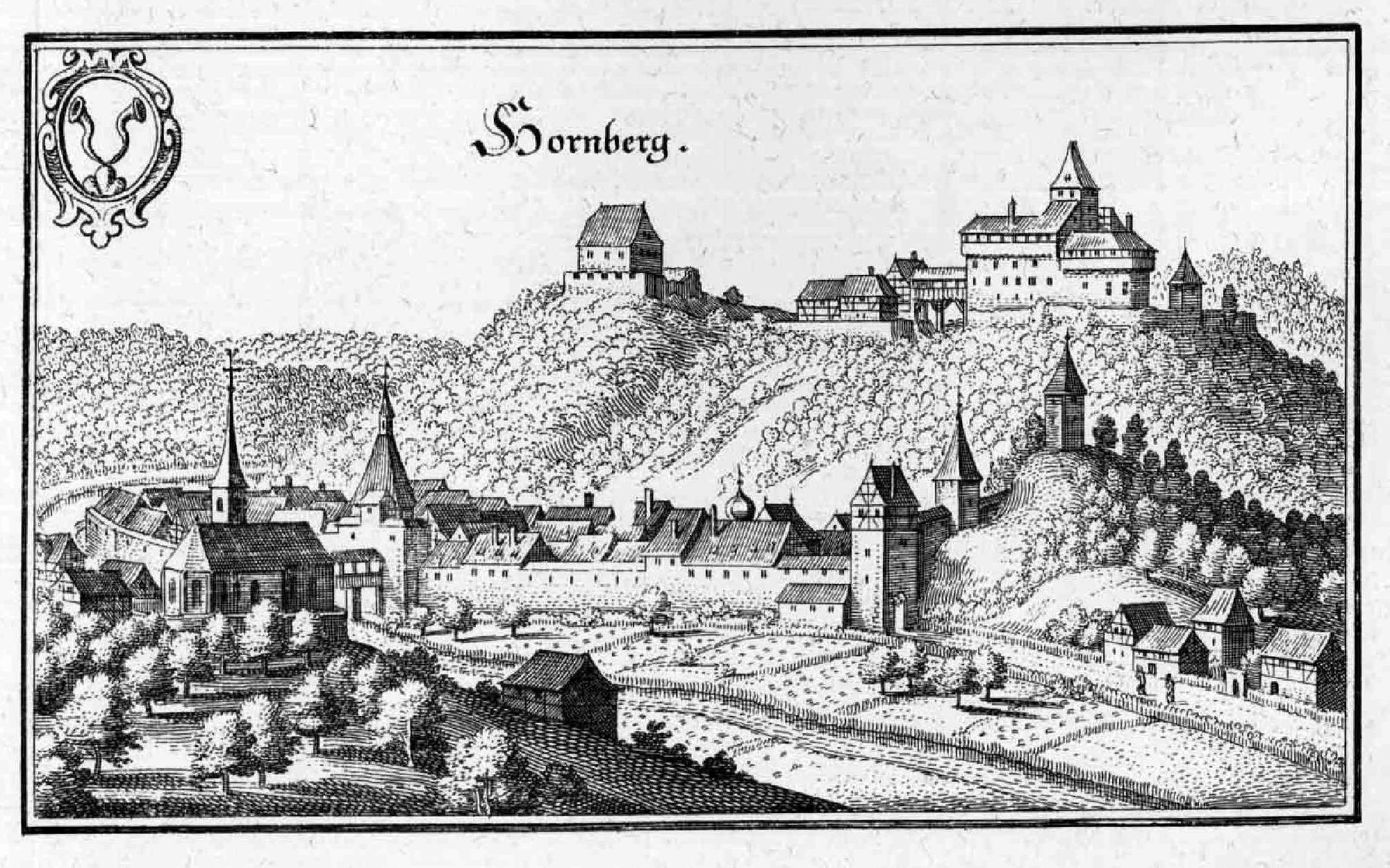
Stadt und Burg Hornberg – der 1643 von Merian publizierte Stich gibt den Bauzustand um 1600 wieder

1423 verkaufte Bruno Werner von Hornberg seinen Anteil an Schloss und Herrschaft an die Grafen von Württemberg, die sogleich ihren Vogt einquartierten, während Bruno Werner bis zur Bezahlung des Kaufpreises auf Schloss Schiltach wohnen durfte. 1443 konnten die Württemberger von Konrad von Hornberg den Rest aufkaufen und damit Hornberg vollständig in Besitz nehmen.
Württemberg wollte die Wasserversorgung sowie den Wohn- und Wirtschaftsraum seines Verwaltungssitzes verbessern. So wurde 1554 die Brunnenstube und die Wasserleitungen erstellt. 1564 wurde auf der Nordostseite des Bergfrieds ein neuer Wohnbau errichtet und der alte auf der Südostseite abgebrochen. 1621 wurde östlich des Bergfrieds der Pulverturm errichtet.
1633/34 war Konrad Widerholt – bevor er Kommandant der Festung Hohentwiel wurde und diese trotz fünf Belagerungen hielt – Kommandant der Hornburg. Während die benachbarte Burg Althornberg im Dreißigjährigen Krieg von Franzosen und Schweden besetzt und letztlich verbrannt wurde, wurde die Hornburg nicht eingenommen.
Im Pfälzischen Erbfolgekrieg verbrannten französische Truppen unter Generalleutnant Noël Bouton de Chamilly das Schloss am 9. Januar 1689.
Ein Bericht über den Zustand der Verteidigungslinien im Schwarzwald von 1710 nennt auf dem Hornberger Schlossberg nur den Bergfried und Mauerreste, die mit einem Baumverhau und Erdwällen verbunden einen notdürftigen Teil der Verteidigungslinie bildeten.
Hornberg wurde Garnisonsstadt des schwäbischen Kreises und benötigte Unterkünfte für Truppen und Offiziere. 1736 wurde unterhalb des Bergfrieds ein Kommandantenbau und 1739 daran anschließend eine Kaserne erbaut. Diese Bauten werden auch als Barockschloss bezeichnet. Der Kommandantenbau wurde nochmals renoviert, bevor Augusta Elisabetha Maria von Thurn und Taxis hier Quartier bezog. Aufgrund von Bauschäden wurde bereits um 1800 ein Teil der Kaserne wieder abgerissen. Der Rest wurde ab 1802 als Tabakfabrik genutzt.

### Übergang an Baden und neue Nutzungen
Am 2. Oktober 1810 schlossen das Königreich Württemberg und das Großherzogtum Baden einen Grenzvertrag, wodurch württembergische Gebiete im mittleren Schwarzwald (Hornberg, Schiltach, Gutach) und die ehemalige Landgrafschaft Nellenburg an Baden abgetreten wurden.
Der zunächst von der Tabakfabrik genutzte Teil der alten Kaserne wurde schließlich 1823 auch abgerissen. 1841 erwarb eine Brauerei das Schloss und errichtete im Garten das Brauhaus und im Pulverturm die Mälzerei. 1896 wurde die Brauerei abgerissen und ein Hotel erbaut.
Zur weltanschaulichen Grundschulung und politischen Erziehung der Beamten vom Reichsbund der deutschen Beamten eröffnete die NSDAP 1936 hier die „Gauschule Schloss Hornberg“ (Gauführerschule), die bis 1939 bestand.
1976 wurde auch der alte Kommandantenbau abgebrochen.
Heute ist der 17 Meter hohe Bergfried als Aussichtsturm zugänglich. Er bietet von seiner Plattform einen guten Blick auf Hornberg und ins Gutachtal.

## Prominente Burgbewohner

### Heimat für den Minnesänger

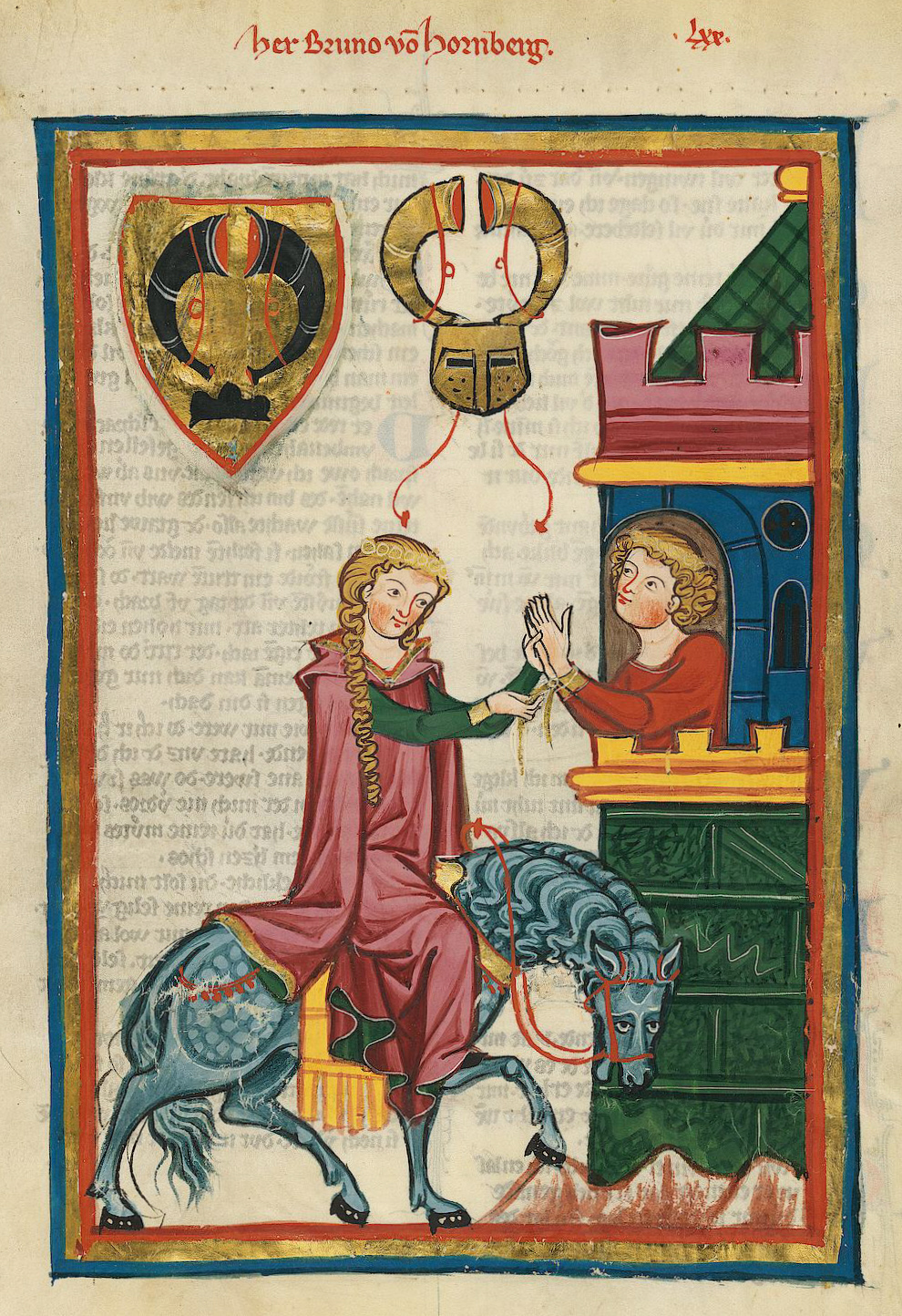
Bruno von Hornberg

Der Minnesänger Bruno von Hornberg soll etwa zwischen 1275 und 1310 auf der Burg gelebt haben. In der Großen Heidelberger Liederhandschrift C sind Lieder von Bruno enthalten. Es wird daher angenommen, dass er Gelehrter und Künstler war und auf seinem Schloss auch Festlichkeiten mit Minnesang und dem Gesang von Rittererzählungen stattfanden. 1276 hat er König Rudolf von Habsburg in Basel getroffen. Bruno begründete eine Hornberger Nebenlinie, die im Wappen anstelle des grünen Dreiberges einen schwarzen führte.
Er stiftete 1280 die Hospitalkapelle für das Kloster Tennenbach, die heute als einziger Überrest des ganzen Klosters noch sichtbar ist.
Aber Gram und Schmerzen

Wähnt ich nie vorher zu schauen,

Bis ich nun ein Weib erseh,

Das erfreut die Herzen.

Wem da Huld von guten Frauen

Oder Herzeleid gescheh,

Wünsch bei seiner Ehre:

Daß mir ihre Gunst verkehre

Bald zur Wonne alles Weh!
Nachgedichtet von Richard Zoozmann (1863–1934)

### Zuflucht für den Reformator

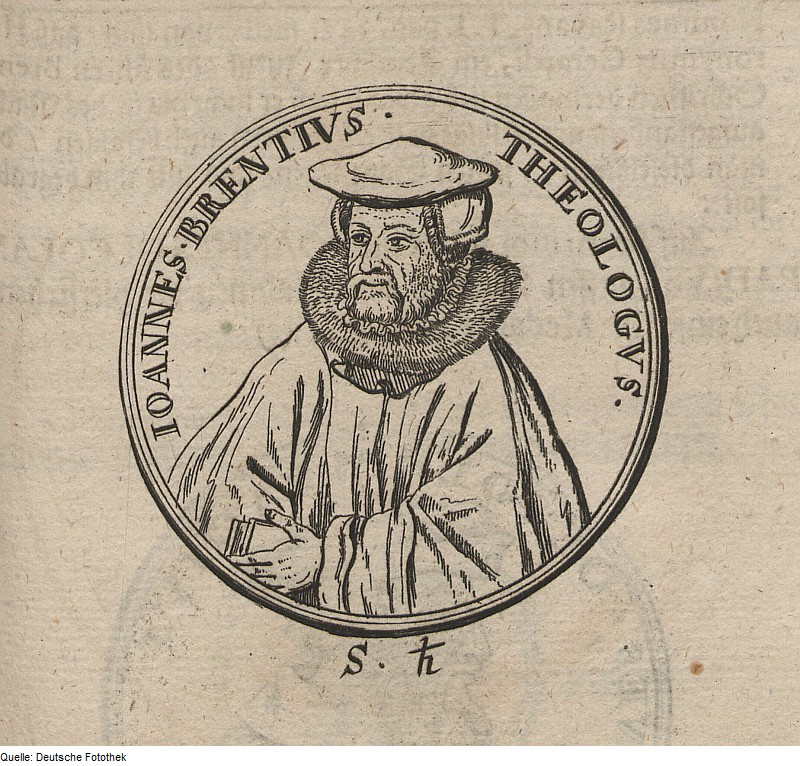
Johannes Brenz

1523 leitete der seit 1522 wirkende Theologe Johannes Brenz den Übergang zur Reformation in der Reichsstadt Schwäbisch Hall ein, der mit der Kirchenordnung von 1543 abgeschlossen wurde. Nach seinem Sieg im Schmalkaldischen Krieg ließ Kaiser Karl V. von Theologen 1548 das Augsburger Interim ausarbeiten, das die verfeindeten Konfessionen wieder zusammenbringen sollte.
Der kaiserliche Rat Antoine Perrenot de Granvelle war mit der Durchsetzung des Augsburger Interim beauftragt und wollte von dem in protestantischen Kreisen einflussreichen Brenz hierzu eine positive Stellungnahme. Als dieser brüsk ablehnte, betrieb Granvelle seine Verhaftung, der Brenz durch Flucht aus Schwäbisch Hall entkam.
Er fand beim württembergischen Herzog Ulrich Asyl und fand zunächst Unterschlupf auf Schloss Wittlingen bei Urach. Seine Flucht ging weiter über Straßburg nach Basel. Als seine in Schwäbisch Hall verbliebene Frau starb, ging Brenz nach Stuttgart, um sich um seine dahin gebrachten Kinder zu kümmern. Ein kaiserlicher Suchtrupp drang jedoch auch in Stuttgart ein, worauf Brenz vom Herzog 1548 nach Hornberg geschickt wurde, da er Brenz gegen die Macht des Kaisers nicht schützen konnte. Als Obervogt Huldericus Encaustinus (= Huldrich Engster) wirkte Brenz dann inkognito bis zum Herbst 1550 auf Schloss Hornberg.

### Gefängnis für die Fürstin

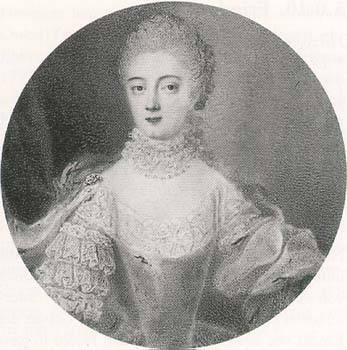
Auguste Elisabeth von Württemberg

1780–1787 diente das Schloss als Gefängnis für die Fürstin Augusta Elisabetha Maria von Thurn und Taxis, geborene Prinzessin von Württemberg (1734–1787), die Tochter von Marie-Auguste von Thurn und Taxis und des Herzogs Karl Alexander von Württemberg.
Auguste Elisabeth wurde am 3. September 1753 in Stuttgart mit ihrem Cousin, dem Fürsten Karl Anselm von Thurn und Taxis, verheiratet. Sie hatte mit Karl Anselm bis 1772 acht Kinder. Nach mehreren Mordversuchen an ihrem Ehemann verbannte Karl Anselm sie im Januar 1776 unter strengem Hausarrest zuerst nach Schloss Trugenhofen bei Dischingen (später umbenannt in Schloss Taxis) und dann in Absprache mit ihrem Bruder, Herzog Carl Eugen von Württemberg, nach Schloss Hornberg im Schwarzwald, wo sie am 4. Juni 1787 an einem Schlaganfall starb. Sie wurde in der katholischen Abteilung der württembergischen Fürstengruft in der Ludwigsburger Schlosskapelle beigesetzt.
Die Gartenanlagen, die auf dem Grundrissplan von 1800 noch zu sehen sind, wurden während des Aufenthalts der Fürstin angelegt.
Karl Anselm  heiratete kurz nach dem Tod seiner ersten Frau am 8. August 1787 in morganatischer Ehe Karoline Elisabeth Hillebrand, seine bisherige Geliebte, mit der er auch bereits ein Kind hatte.